# John Allen Giles
Pour les articles homonymes, voir Giles.
Le pasteur John Allen Giles (né à Southwick House, paroisse de Mark, dans le Somerset, le 26 octobre 1808, mort en 24 septembre 1884) est un historien britannique, professeur de Corpus Christi College à Oxford, spécialiste des écrits anglo-frisons et de l'histoire. Il a remanié la traduction par Stevens de la Chronique anglo-saxonne et retraduit en anglais moderne l’Histoire ecclésiastique du peuple anglais de Bède le vénérable.

## Biographie
Fils de William Giles et de Sophia Giles-Allen, il est admis à l’âge de seize ans à Charterhouse School comme écolier du Somerset. Ses résultats à Charterhouse lui valent une bourse du Diocèse de Bath et Wells pour étudier à Corpus Christi College (Oxford), où il est admis le 26 novembre 1824. Il est successivement licencié ès Arts (1829), Maître ès Arts (1831), boursier Vinerien et Docteur en droit en 1838. Il est élu fellow de Corpus Christi le 15 novembre 1832.
Giles aurait voulu devenir avocat, mais sa mère le convainc d’opter pour la prêtrise, et il devient vicaire anglican de Cossington. L’année suivante il renonce à sa fellowship d’Oxford et se marie. En 1834, il est nommé proviseur de la Camberwell College School, puis le 24 novembre 1836 de la City of London School. Mais par suite de spéculations immobilières hasardeuses, ce dernier établissement commence à péricliter financièrement, et il démissionne le 23 janvier 1840, passant la main à George Ferris Whidborne Mortimer. Il se retire dans sa résidence de Bagshot, où il alterne cours particuliers et écriture d’essais critiques.
Quelques années plus tard, Giles devient curé de Bampton (Oxfordshire), sans toutefois modifier ses activités antérieures. C'est ainsi qu'en 1854 il publie un essai intitulé Christian Records, où il remet en cause la datation traditionnelle et l’authenticité des livres du Nouveau Testament. L’évêque d'Oxford Samuel Wilberforce le conjure de renier son livre et de rompre avec son coauteur, sous peine de perdre le bénéfice de sa cure. Il s'ensuit une correspondance entre les deux prélats, qui est d'ailleurs publiée, au terme de laquelle Giles vient à résipiscence.
Le 6 mars 1855 Giles doit comparaître devant la cour d'assises d’Oxford, présidée par Lord Campbell, pour avoir enregistré dans les registres de Bampton un mariage à la date du 3 octobre 1854, qu’il a en réalité célébré le 5 du mois, et avec cela en dehors des heures canoniques (vers 6 du matin) ; d'avoir en outre menti sur la régularité des bans et d'avoir imité la signature d'un témoin qui dément avoir assisté à la cérémonie. Il plaide non coupable, mais il apparait clairement au cours des débats que le prêtre a enfreint la loi pour cacher la maternité de l'une de ses domestiques, enceinte des œuvres d'un apprenti cordonnier du nom de Richard Pratt. Le patron de Pratt, membre de la paroisse tenue par Giles, est le plaignant. Giles ne parle qu'en son nom propre, et se présente comme l'auteur de plus d'une centaine de livres et l'évêque d'Oxford prend sa défense ; il est condamné, mais avec circonstances atténuantes. Lord Campbell le condamne à un an de détention. Il est incarcéré au château d'Oxford, mais libéré trois mois plus tard, le 4 juin, par grâce royale.
Trois ans plus tard, Giles se voit confier une nouvelle cure à Perivale, dans le Middlesex, et 5 ans plus tard devient curé de Harmondsworth, près de Slough. À la fin de 1860, il démissionne et se retire non loin de là, à Cranford, où il reprend ses cours particuliers, puis déménage pour Ealing. Il ne reprend ses fonctions ecclésiastiques qu'en 1867 à Sutton (Surrey), paroisse dont il s'occupe encore 17 ans, jusqu'à sa mort survenue le 24 septembre 1884.

## Œuvres
La plupart des essais de Giles ont été composés à la hâte, pour fournir les librairies scolaires. Son recueil des Scriptores Græci minores date de 1831, sa grammaire latine en est à sa troisième édition en 1833, et son lexique du grec ancien parut en 1839.
De 1837 à 1843, Giles dirige la collection des Patres Ecclesiæ Anglicanæ en 34 volumes, où l'on trouve les écrits d'Aldhelm, de Bède le vénérable, de saint Boniface, de Lanfranc, de Thomas Becket, de Jean de Salisbury, de Pierre de Blois, de Gilbert Foliot etc. Il retraduit sur les originaux l’Historia Regum Britanniae de Geoffrey of Monmouth (1842), qui comporte en outre le texte des Prophéties de Merlin. Il coordonne la rédaction de plusieurs volumes de la Caxton Society, essentiellement entre 1845 et 1854 : Anecdota Bædæ et aliorum, Benedictus Abbas, de Vita S. Thomæ, Chron. Angliæ Petroburgense, La révolte du Conte de Warwick et Vitæ quorundam Anglo-Saxonum. Son recueil des Scriptores rerum gestarum Willelmi Conquestoris parait en 1845.
Giles traduit pour Bohn's Antiquarian Library un recueil de Matthieu Paris (1847), l’Histoire ecclésiastique du peuple anglais de Bède le vénérable, et la Chronique anglo-saxonne, (1849) etc. Sa « Vie de Thomas Becket » (1845), est traduite en français sous le titre « Saint Thomas Becket, sa vie et ses lettres » (1858) ; il compose History of the Ancient Britons (2 vol, 1847), La vie d'Alfred le Grand (1848) et un recueil, Six Old English Chronicles qui reproduit plusieurs traductions antérieures.
En ce qui concerne l'histoire locale, il donne une History of Bampton (2 vol., 1847–8), puis History of Witney and some neighbouring Parishes (1852). La publication de ses Hebrew Records (1850), étude critique sur la datation et l'authenticité des livres de l'Ancien Testament, puis ses Christian Records on the Age, Authorship, and Authenticity of the Books of the New Testament (1854) se situe lors de sa période de Bampton. Dans la préface de ce dernier livre, datée du 26 octobre 1853, il avance que « les Évangiles et les Actes des Apôtres n'ont pas été rédigés avant l'an 150 » et signale que « les objections des philosophes de l'Antiquité : Celse, Porphyre etc. ont été emportées par la vague du ressentiment orthodoxe,. » Une recension critique contemporaine des Christian Records, résume ainsi cet essai : « Son but est d'établir (...) que les livres historiques du Nouveau Testament ne présentent aucun indice, interne ou externe, permettant de fixer leur origine à la période apostolique ; qu'ils abondent en contradictions irréconciliables. »

« Les écrits de Justin Martyr, qui composa son « Apologie des Chrétiens » en 151  ... ne mentionnent aucun des huit auteurs censés avoir rédigé les livres du Nouveau Testament. Il ne cite nulle part les noms même des évangélistes Matthieu, Marc, Luc et Jean —ils n'apparaissent pas une fois dans ses œuvres. Il n'est donc pas vrai qu'il citait les évangiles tels qu'ils existent aujourd'hui, ni qu'il prouve qu'ils aient existé sous cette forme à son époque,. »

En 1853, Giles entreprend de créer une collection destinée à la jeunesse (Dr. Giles's Juvenile Library), dont les premiers volumes paraissent à la fin des années 1850, et qui comprend plusieurs livres scolaires : initiation à l’histoire anglaise, l’histoire de France, de l'Irlande, des Indes, éléments de géographie, d'astronomie, d'arithmétique etc. Il a contribué à l'anthologie Popular Poets de Moxon (1881).

## Mariage et descendance

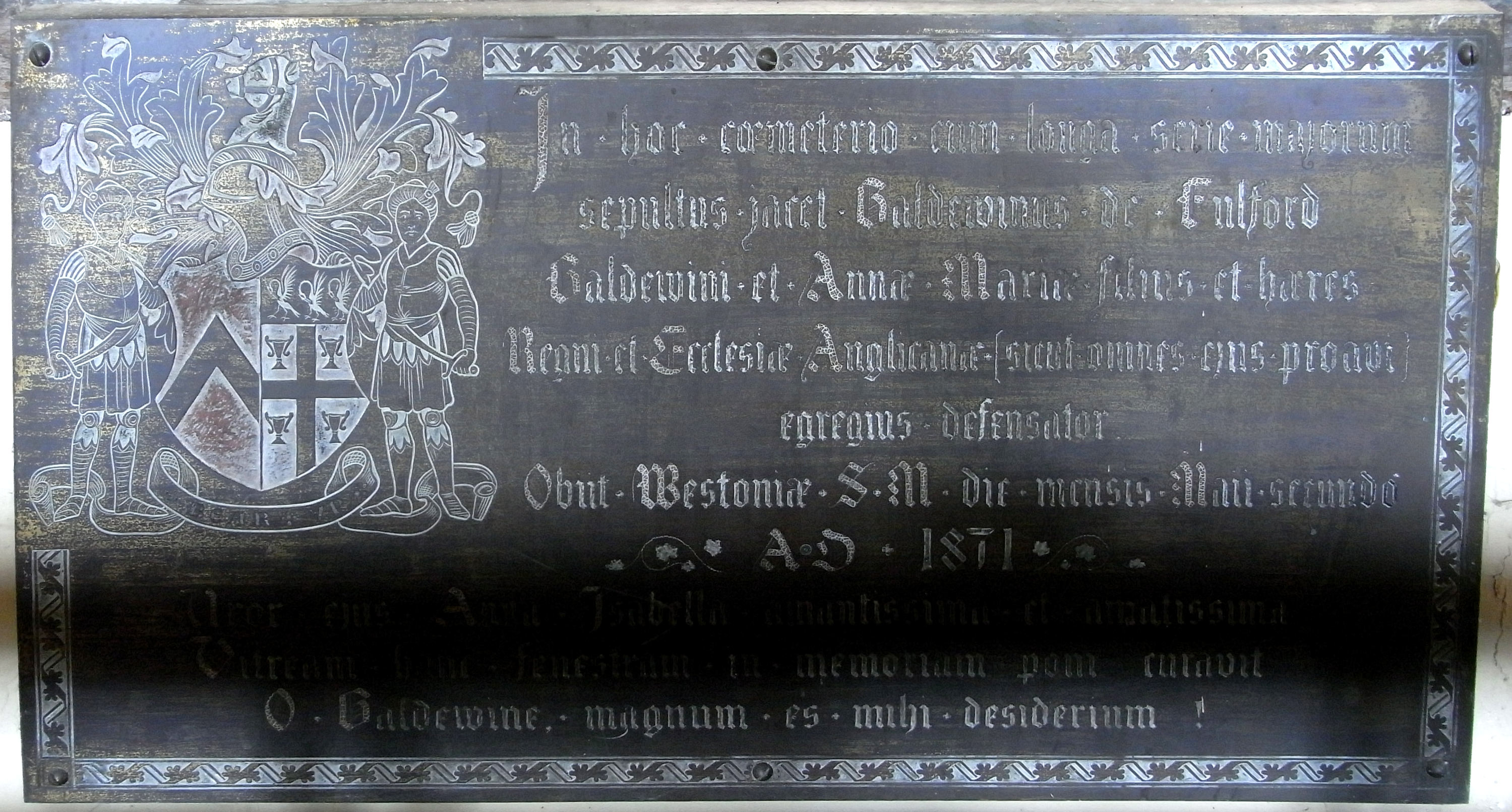
Plaque commémorative en bronze dans l'église de Dunsford (Devon), posée par Anna Isabella Giles en hommage à son mari, le colonel Baldwin Fulford (1801–1871), où l'on voit les armoiries des Giles: Azure, a cross between four cups uncovered or on a chief argent three pelicans vulning themselves proper

Giles épouse A. S. Dickinson, qui lui survit et lui donne plusieurs enfants :
- (fils) Giles, affecté à la police du Bengale,
- Herbert Giles, professeur de mandarin à l'université de Cambridge.
- Anna Isabella Giles, sa fille aînée, épouse en premières noces Dundas W. Cloeté de Churchill Court (Somerset)[2], et se remarie en 1868 au colonel Baldwin Fulford (1801–1871) de Great Fulford, Dunsford, juge du Devon, président des Quarter Sessions et colonel de la 1st Royal Devon Yeomanry[14].
- une fille cadette, restée célibataire[2].